# Yahaya Chaibou
Yahaya Chaibou (* 1960 in Malgorou) ist ein nigrischer Beamter und Politiker.

## Leben
Yahaya Chaibou besuchte das Lycée in Tahoua, das er 1983 mit dem Baccalauréat abschloss. Von 1987 bis 1990 studierte er allgemeine Verwaltung an der Ecole Nationale d’Administration (ENA) in Niamey. Anschließend trat er in den öffentlichen Dienst ein und arbeitete zunächst bei der Unterpräfektur des Arrondissements Dosso, bis er 1991 in das Ministerium für öffentlichen Dienst, Arbeit und Beschäftigung wechselte. Dort war er in verschiedenen leitenden Funktionen tätig.
Chaibou wirkte von März bis August 1996 als Unterpräfekt des Arrondissements Gaya. Nach einer Fortbildung am Institut International d’Administration Publique (IIAP) in Paris kehrte er ins Ministerium zurück. Seine Tätigkeit dort unterbrach er 1999 während der Herrschaft des Rats der nationalen Versöhnung, als er als Projektleiter für den Übergangsstaatschef Daouda Malam Wanké fungierte.
Yahaya Chaibou wurde in der Regierung vom 1. März 2010, die während der Herrschaft des Obersten Rats für die Wiederherstellung der Demokratie unter Salou Djibo eingerichtet wurde, Minister für öffentlichen Dienst und Beschäftigung. Seine Funktionsperiode endete mit der neuen Regierung vom 21. April 2011. Später wirkte er unter anderem als stellvertretender Generalsekretär der Regierung unter Staatspräsident Mahamadou Issoufou.
Yahaya Chaibou ist verheiratet und hat sieben Kinder.